# کاکل‌پیشانی‌های آمریکای جنوبی
کاکل‌پیشانی‌های آمریکای جنوبی (نام علمی: Chunga) نام یک سرده از تیره کاکل‌پیشانیان است.